# Camptocormia

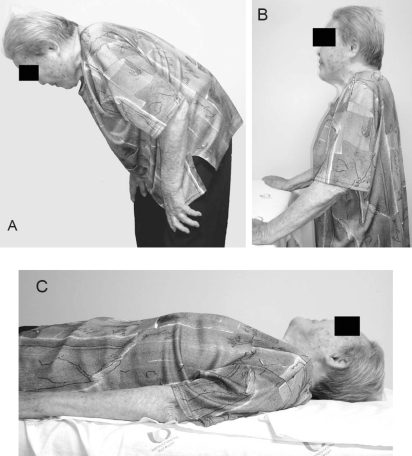
Ejemplo de paciente con camptocormia. La flexión de tronco desaparece cuando el paciente se encuentra tumbado o sentado.

La camptocormia (del griego: κάμπτω, kamptō, «doblar»; y κόρμος, kormos, «tronco») es un signo presente en varias enfermedades que se manifiesta como una flexión severa involuntaria de la columna dorsal o lumbar cuando el paciente se halla de pie o realizando la marcha, y desaparece cuando este se encuentra tumbado. Se da como síntoma de enfermedades neuromusculares generalizadas como polimiositis, miastenia gravis o enfermedades de la motoneurona; pero también se asocia a trastornos del movimiento como la enfermedad de Parkinson o el parkinsonismo. Se distingue de la cifosis o hipercifosis en que estas son permanentes en su forma patológica, mientras que la camptocormia solo aparece en posiciones de bipedestación.
La descripción del término se le atribuye a los neurólogos Alexandre-Achille Souques y B. Rosannoff-Saloff.

## Historia

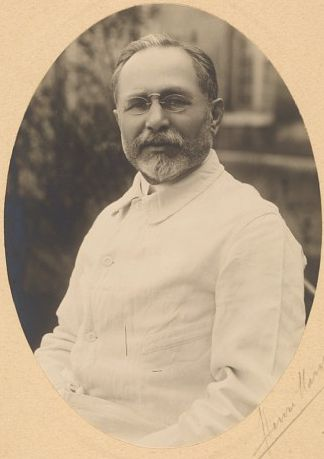
Alexandre-Achille Souques fue uno de los neurológos que introdujeron el concepto en la Societé de Neurologie de Paris

El término fue utilizado por primera vez en una reunión de la Societé de Neurologie de Paris en 1915. La creación del término «camptocormia» pretendía unificar varias definiciones existentes previas a esa fecha para describir la presencia de una flexión anormal del tronco. Con la creación del término, se le atribuyeron unas características específicas que permitieron su estudio de forma más eficiente.
Inicialmente, la camptocormia estuvo asociada a manifestaciones psiquiátricas de tipo asociativo, no siendo hasta mediados del siglo XX cuando se empezó a investigar la hipótesis de una causa somática. Los primeros informes médicos del síntoma se describieron en períodos de guerra a principios del siglo XX, teniendo su origen en soldados que habían desarrollado la flexión de columna como una respuesta traumática a la exposición a los bombardeos.
Al creerse que su origen era de tipo psiquiátrico, los primeros tratamientos para el síntoma, realizados en el contexto de la Segunda Guerra Mundial, consistían en la aplicación de psicoterapia, corsés de yeso y electroterapia, y fueron aplicados a pacientes que habían sido participado en la guerra y ya no podían enfrentarse al estrés de la batalla. La presencia del síntoma en este tipo de soldados fue la principal razón por la que se le atribuyó la relación con trastornos asociativos.
Tras la guerra, no se publicaron demasiados estudios sobre el síntoma, no siendo hasta finales de siglo cuando, además del síntoma psiquiátrico observado en tiempos de guerra, se evidenció que había muchos otros trastornos musculoesqueléticos y enfermedades neurológicas que estaban asociadas a una flexión anormal del tronco. Debido a esto, al haber obtenido «camptocormia» unas fuerte connotación psiquiátrica, se propuso la utilización del término «síndrome de columna flexionada» (en inglés: «bent spine syndrome», a menudo abreviado como «BSS»). Se asoció por primera vez a la enfermedad de Parkinson en 1999.

## Características

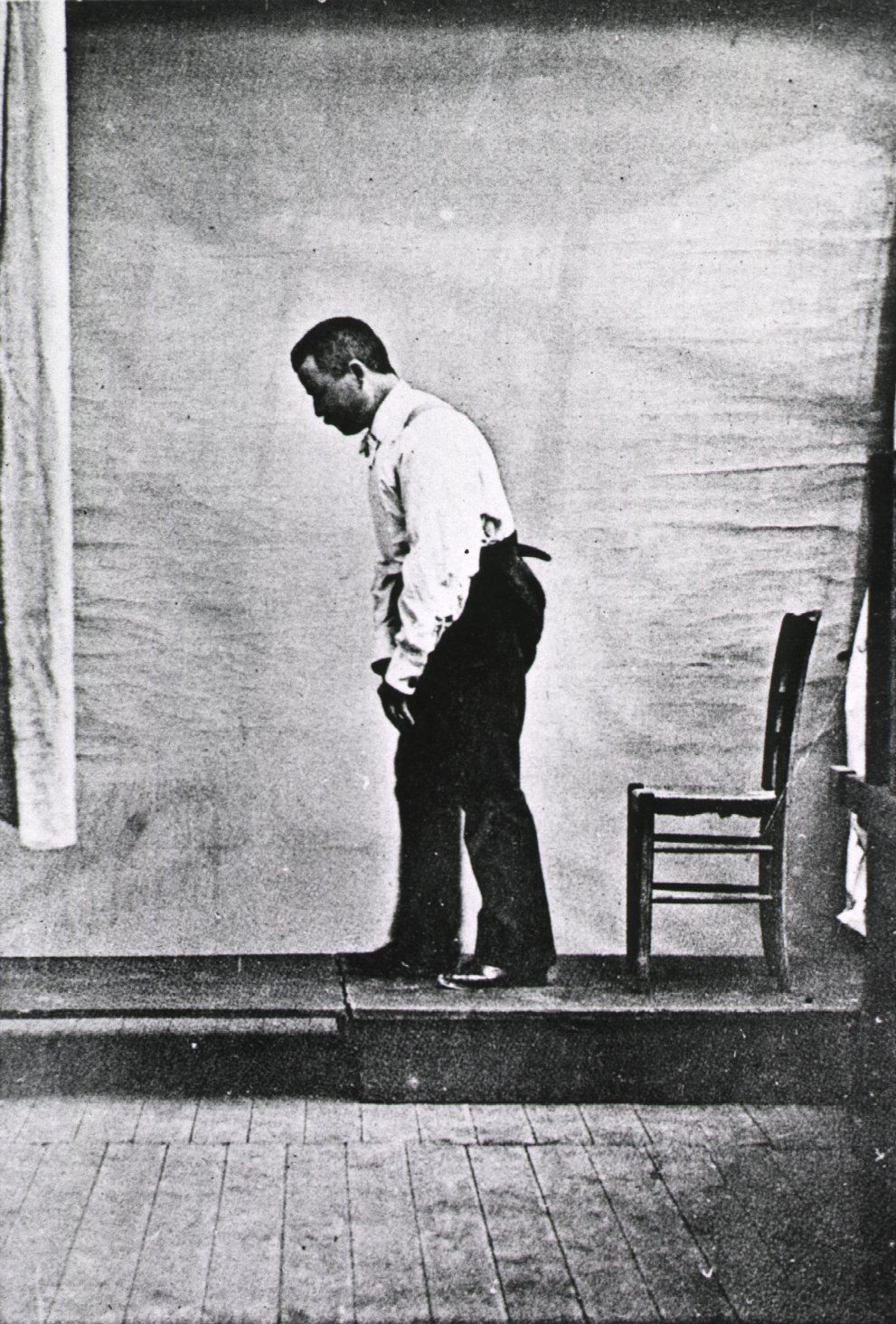
Paciente de Parkinson con camptormia manifiesta.

La principal característica de la camptocormia es la presencia de una flexión severa de columna que desaparece cuando el paciente pasa a esta tumbado. En algunos casos, el síntoma también deja de manifestarse cuando el paciente está apoyado. Esta flexión es de carácter involuntario. Muchos enfermos de Parkinson manifiestan sufrir dolor en la columna lumbar durante años antes de desarrollar camptocormia. También se ha relacionado con miopatía en la musculatura paravertebral, la existencia de distonía en los músculos del eje axial o como factor secundario a la administración de levodopa en grandes dosis y a largo plazo.
Se estima que la prevalencia del síntoma en pacientes de Parkinson está entre el 3 y el 17,6 %. Sin embargo, aún no se han consensuado los criterios para su diagnóstico, lo cual implica que existan datos de prevalencia muy variados en la literatura científica.

## Diagnóstico
El diagnóstico puede realizarse mediante radiografía o goniometría, siendo la primera opción más fiable a la hora de estandarizar los criterios de diagnóstico. La literatura recomienda esperar tres minutos tras colocar al paciente en bipedestación antes de realizar la medición goniométrica, ya que según el momento de realización de esta el resultado puede variar. Se identifica como camptocormia baja aquella que se manifiesta con una flexión de origen lumbar con un ángulo mayor o igual a 30°, mientas que la camptocormia alta es la que tiene origen en la columna dorsal y cuyo ángulo es mayor o igual a 45°. Una tendencia natural hacia la flexión de tronco no tiene por qué estar relacionada con camptocormia.
La presencia de dolor lumbar en pacientes de Parkinson también puede ser orientativa hacia un futuro diagnóstico de camptocormia. Sin embargo, el dolor no se encuentra dentro de la sintomatología frecuente en estos pacientes.
La electromiografía puede usarse en el diagnóstico de camptocormia. La elección de los músculos a examinar debe ser determinada a través de examen neurológico. En pacientes con trastornos del movimiento, estos pueden ser músculos dorsales y de la musculatura del tronco, sobre todo músculos paravertebrales y recto del abdomen. Este examen se realiza en pacientes en posición de bipedestación. El objetivo de la electromiografía es detectar la presencia de distonía en esos músculos.

## Tratamiento
No existe ningún tratamiento establecido para la camptocormia, independientemente de su etiología.
El tratamiento con levodopa, estándar para los pacientes de enfermedad de Parkinson, no produce, en términos generales, resultados positivos a la hora de reducir la camptocormia. El uso de toxina botulínica tampoco parece tener efectos significativos en la mayoría de los pacientes, aunque ofrece moderados resultados en pacientes cuya camptocornia sea causa de la distonia de un grupo muscular concreto.
En pacientes en una fase más crónica del síntoma, con degeneración muscular, las opciones de tratamiento están limitadas a la utilización de órtesis, apoyos para la deambulación, fisioterapia y terapia analgésica. En algunos casos de camptocormia aguda relacionada con la enfermedad de Parkinson, la estimulación cerebral profunda puede tener buenos resultados.